# Deux Doigts de meurtre
Pour plus de détails, voir Fiche technique et Distribution.
Deux Doigts de meurtre est un film franco-canadien réalisé par Eddy Matalon et sorti en 1993.

## Fiche technique
- Titre : Deux Doigts de meurtre
- Titre original : Sweet Killing
- Réalisation : Eddy Matalon
- Scénario : Eddy Matalon et Dominique Roulet, d'après La Mort dans l'âme, roman de Angus Hall[1]
- Photographie : Hugues de Haeck
- Décors : Claude Paré
- Costumes : Nicoletta Massone
- Montage : Debra Karen
- Musique : Jean Musy
- Son : Claude Hazanavicius
- Production : Maki Films
- Pays d'origine :  France -  Canada
- Durée : 87 minutes
- Dates de sortie : 
  - États-Unis : 6 janvier 1993[2]
  - France : 16 juin 1993

## Distribution
- Anthony Higgins
- Leslie Hope
- Michael Ironside
- F. Murray Abraham
- Andréa Ferréol